# Den tragiska historien om Hamlet – prins av Danmark
Den tragiska historien om Hamlet – prins av Danmark är en svensk TV-serie i två delar från 1985. Den bygger på William Shakespeares pjäs Hamlet och i rollerna ses bland andra Stellan Skarsgård, Mona Malm och Frej Lindqvist.

## Rollista
- Stellan Skarsgård	– Hamlet
- Mona Malm	– Gertrud
- Frej Lindqvist – Claudius
- Pernilla Wallgren-Östergren – Ofelia
- Sven Lindberg – Polonius
- Dan Ekborg – Laertes
- Per Eggers – Oratio
- Tomas Bolme – Rosencrantz
- Johannes Brost – Guildenstern
- Åke Fridell – dödgrävaren
- Ola Lindegren– Marcellus, Oratios kompanjon
- Stefan Ekman – Bernardo, Oratios kompanjon
- Kim Anderzon – drottningen i skådespelet
- Tomas Norström – kungen i skådespelet
- Erik Appelgren – kungens bror i skådespelet
- Håkan Möller – skådespelare, musiker
- Thomas Mera Gartz	– skådespelare, musiker
- Tomas Laustiola – Valtemand, budbärare till Norge
- Dag Norgård – Fortinbras
- Åke Wästersjö – kaptenen
- Mikael Rundquist – Osric, Laertes vän
- Lennart Tollén – prästen
- Stefan Böhm – adjutanten
- Leon Vitali – sjömannen
- Peter Holst – budbäraren

## Om serien
Serien producerades av Bert Sundberg och Lasse Lundberg för Moviemakers Sweden AB och Sveriges Television AB TV1. Manus skrevs av Lyth och Leon Vitali och serien fotades av John O. Olsson. Scenograf var Bo-Ruben Hedwall och klippare Lundberg. Musiken komponerades av Thomas Mera Gartz och Håkan Möller. Skådespelaren Sven Lindberg fick 1985 motta Expressens hederspris för sina insatser.